# Paracilicaea dakini
Paracilicaea dakini är en kräftdjursart som först beskrevs av Tattersall 1922.  Paracilicaea dakini ingår i släktet Paracilicaea och familjen klotkräftor. Inga underarter finns listade i Catalogue of Life.